# حکایت ما (مجموعه تلویزیونی)
حکایت ما (به ترکی استانبولی: Bizim Hikaye) یک مجموعهٔ تلویزیونی ترکی با بازی هازل کایا و بوراک دنیز است. پخش این مجموعه از ۱۴ سپتامبر ۲۰۱۷ از کانال فاکس شروع و در ۲۳ مه ۲۰۱۹ به پایان رسید. این مجموعه تلویزیونی اقتباسی از سریال بریتانیایی بی‌حیا است.

## داستان
سریال حکایت ما، حکایت زندگی یک خانواده است که در یکی از محله‌های فقیر شهر زندگی می‌کنند که در این خانواده فیلیز فرزند بزرگ خانواده همانند مادر آن‌ها شده است. پس از آنکه مادرش خانه را ترک کرد و دیگر به خانه برنگشت و با داشتن یک پدر الکلی فیلیز بدون اینکه شکایتی داشته باشه از ۵ خواهر و برادر خود نگهداری کرد و به این شکل به زندگی خود ادامه می‌دهد. البته خواهر و برادرهای فیلیز هم مانند او یادگرفته‌اند که قوی باشند و هرکدام در حد توان خود در ادارهٔ خانواده به فیلیز کمک می‌کنند. پسر جوانی با نام مستعار باریش عاشق دختر بزرگ خانواده می‌شود اما نام واقعی ان پسر بارش نیست و اسم واقعیش ساواش است یعنی ساواش اکتان که با آمدن به این خانواده اتفاقات بزرگ و جالبی روی می‌دهد.

## بازیگران و شخصیت‌ها
| بازیگر                | نقش           | فصل   | توضیحات |
| --------------------- | ------------- | ----- | ------- |
| هازل کایا             | فیلیز الیبول  | ۱–۷۰  |         |
| بوراک دنیز            | باریش/ ساواش  | ۱–۷۰  |         |
| رها اوزجان            | فیکری الیبول  | ۱–۷۰  |         |
| یاغیز جان کونیالی     | رحمت الیبول   | ۱–۷۰  |         |
| نجات اویگور           | حکمت الیبول   | ۱–۷۰  |         |
| زینب سلیم‌اوغلو        | کیراز الیبول  | ۱–۷۰  |         |
| آلپ آکار              | فیکرت الیبول  | ۱–۷۰  |         |
| عمر سوگی              | عصمت الیبول   | ۱–۷۰  |         |
| نسرین جوادزاده        | تولای سرتکایا | ۱–۵۳  |         |
| Mehmet Korhan Fırat   | طوفان شاهین   | ۱–۷۰  |         |
| Mehmet Can Mincinozlu | جمیل          | ۱–۷۰  |         |
| Evrim Doğan           | شیما          | ۱–۳۷  |         |
| Serra Pirinç          | مژده          | ۱–۳۷  |         |
| Sahra Şaş             | چیچک          | ۳۸–۷۰ |         |
| Murat Bölücek         | جنید          | ۱–۷۰  |         |
| ملیسا دونگل           | دنیز الیبول   | ۳۸–۷۰ |         |
| هازال آدیامان         | دیرین چلیک    | ۳۸–۶۱ |         |
| آیشن گرودا            | آیسل الیبول   | ۳۲–۳۷ |         |
| برن گوک‌ییلدیز         | عایشه         | ۳۰–۳۷ |         |
| Nilay Duru            | یلیز الیبول   | ۲۱–۳۷ |         |
| جمال توکتاش           | عمر دورانر    | ۲۶–۳۷ |         |
| Irmak Güneş           | زینب          | ۲۰–۳۷ |         |
| میرای آکای            | زینب          | ۳۸–۵۴ |         |

## قسمت‌ها
| ! فصل‌ها | قسمت‌ها | تاریخ شروع      | تاریخ پایان |
| ------- | ------ | --------------- | ----------- |
| ۱       | ۱–۳۷   | ۱۴ سپتامبر ۲۰۱۷ | ۷ ژوئن ۲۰۱۸ |
| ۲       | ۳۸–۷۰  | ۱۳ سپتامبر ۲۰۱۸ | ۲۳ مه ۲۰۱۹  |